# 北海道伝統美術工芸村
北海道伝統美術工芸村（ほっかいどうでんとうびじゅつこうげいむら）は、北海道旭川市にある美術館群の名称。国際染織美術館、雪の美術館、優佳良織工芸館の3つの施設で構成されている。所在地は北海道旭川市南が丘3丁目1-1。

## 概要
1980年に木内綾により優佳良織工芸館が完成、1986年に国内外の染織工芸品を展示する国際染織美術館が開館し、1991年には雪の美術館が開館。これら3棟の施設を総称し、北海道伝統美術工芸村として運営がスタートした。
1991年の雪の美術館竣工直後にバブルが崩壊、同時に深川市と旭川市・鷹栖町と旭川市を結ぶ道央自動車道が竣工したことも相まって、国道39号・国道12号を通過する観光バスの数も減少するなど、観光客は減り続けた。当時の運営会社だったエルムの債務超過から、2004年に競売にかけられたのち、2005年に当時の日本薬膳が落札、社名を「北海道伝統美術工芸村」に改称し運営を行っていた。営業当時は工芸村専用無料バスが市内を運行、そのほか3つの施設を自由に入退館できる三館共通券も販売されていた。
その後2016年12月1日に、国際染織美術館と優佳良織工芸館が長期休館することとなる。12月12日、旭川地方裁判所に破産を申請した。
2019年には旭川市が存続検討を行い、一般社団法人「大雪カムイミンタラDMO」が観光文化拠点としての活用方針を打ち出したほか、旭川市と不動産・携帯電話販売事業を経営するハスコムグループ等による財団法人「エーコー財団」が運営再開を前提に施設取得を検討し、2020年3月時点では財団が休館中2施設の取得や一部施設の博物館認定を目指す方針を発表していた。
一方で、6月には唯一営業を継続していた雪の美術館が2019新型コロナウイルスに伴う経営悪化により運営企業の撤退で閉館となり、以前から売却交渉が行われていた2施設と合わせた財団への継承に関する交渉も停滞、2020年7月末には3施設の取得を断念し施設取得に関心を示す他の事業者も無い事から、施設存続に向けた動きは白紙化されたと報じられた。2021年8月18日には、ツルハホールディングスと旭川市内の「エスデー建設」と道外大手企業1社の計3社に売却する方針が債権者集会にて報告された。

## 施設

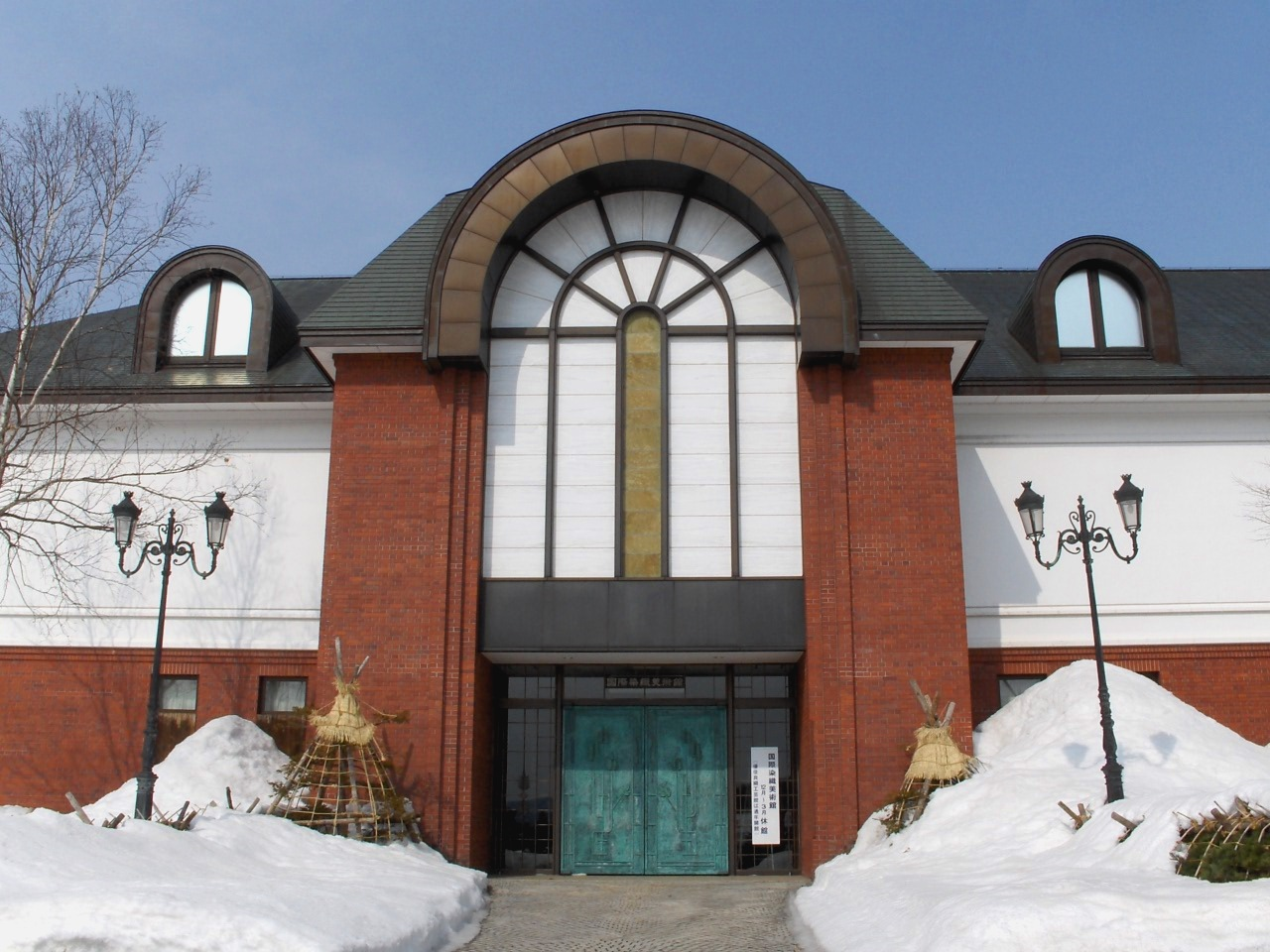
国際染織美術館
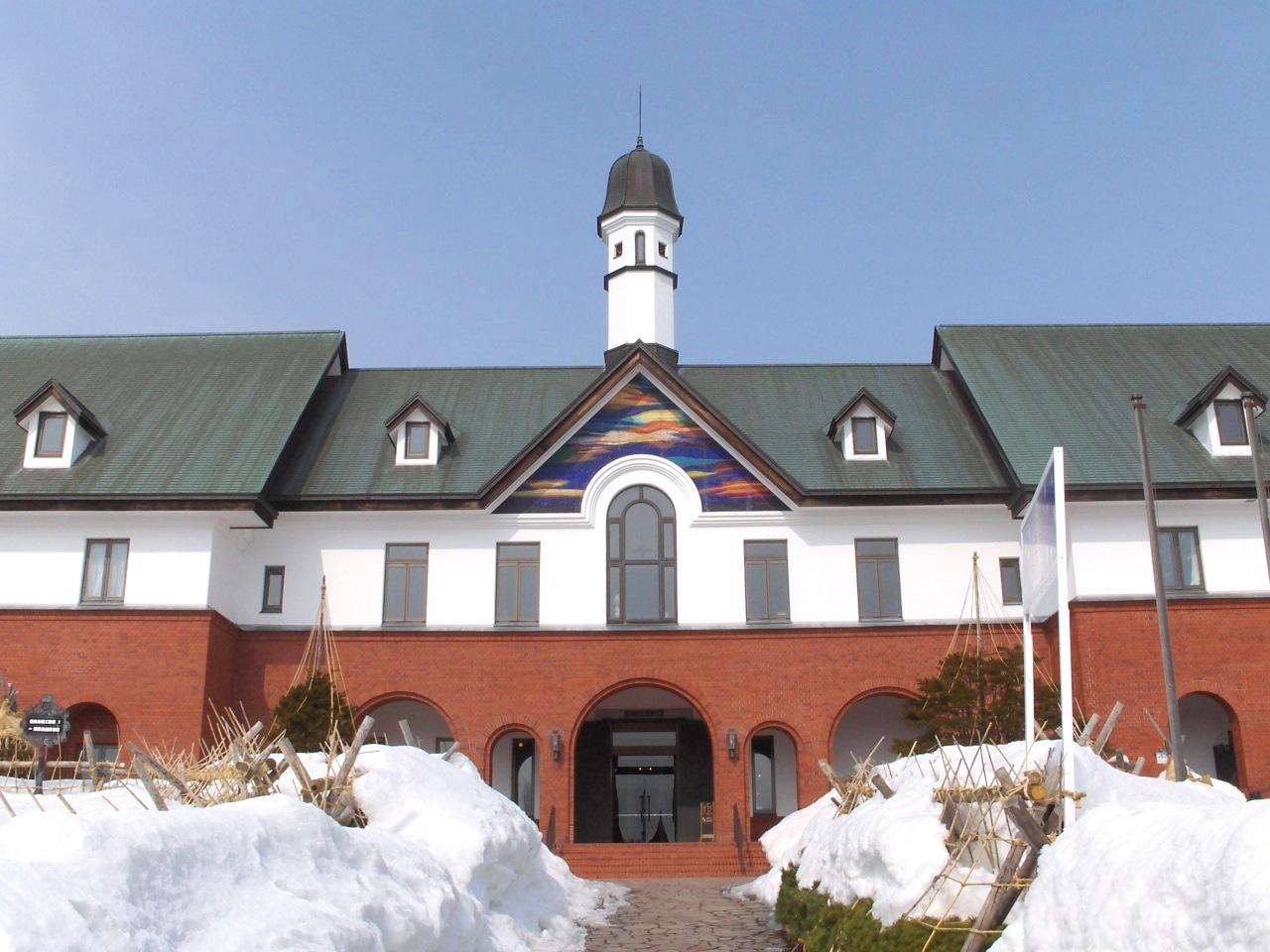
優佳良織工芸館
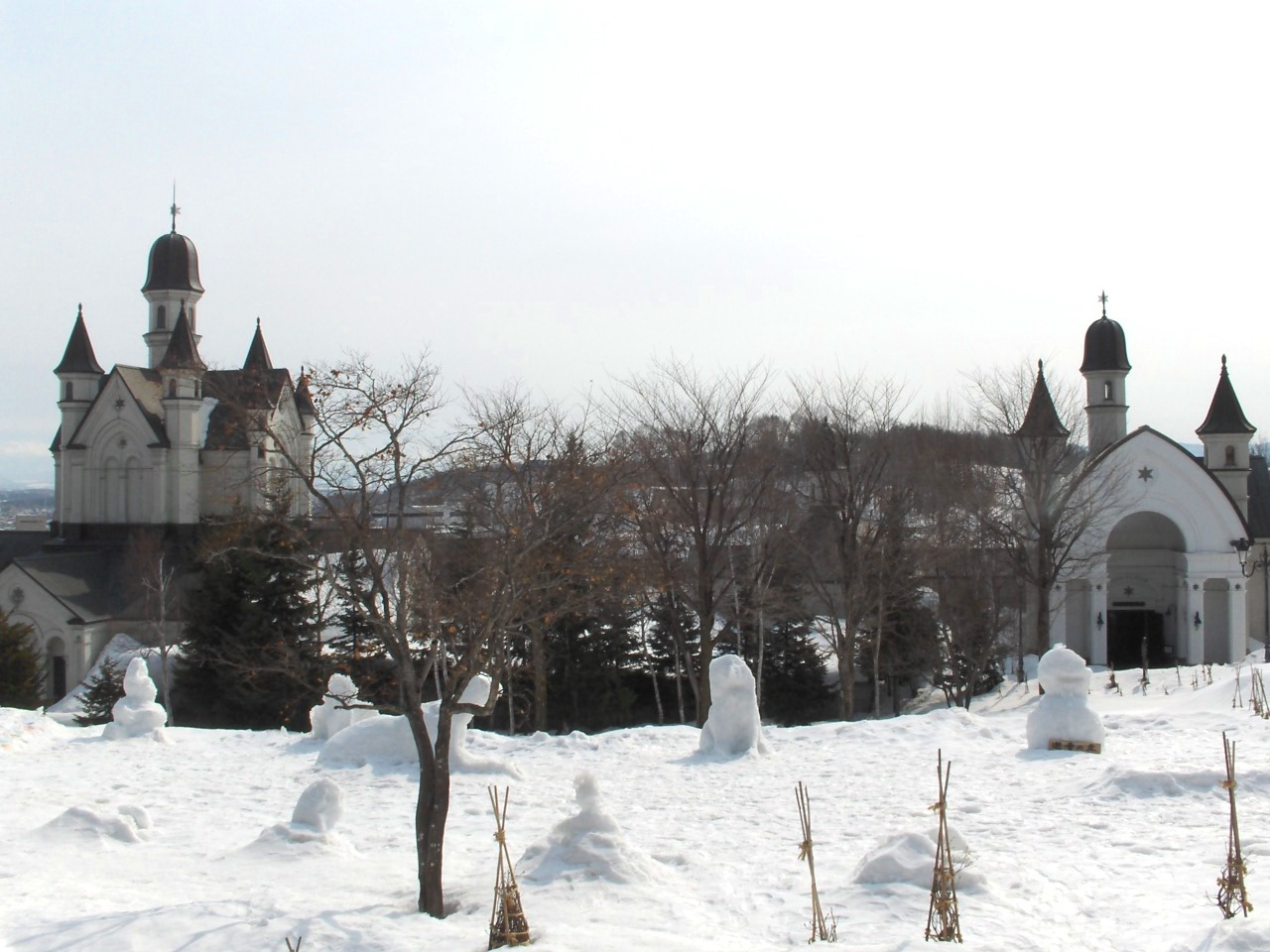
雪の美術館